# Maxillaria confusa
Maxillaria confusa är en orkidéart som beskrevs av Oakes Ames och Charles Schweinfurth. Maxillaria confusa ingår i släktet Maxillaria och familjen orkidéer. Inga underarter finns listade i Catalogue of Life.